# Prieuré Saint-Nicolas-du-Roc
Le prieuré Saint-Nicolas-du-Roc (ou Saint-Nicolas-lès-Thouars ou bien encore Ecclesiam Sancti Nicolai en latin) est un ancien prieuré situé à Saint-Jacques-de-Thouars, dans le département des Deux-Sèvres, en France. 

## Historique

### Fondation
Au Moyen Âge, Saint-Jacques de Mont-Alboin, aujourd'hui Saint-Jacques-de-Thouars, dispose de deux prieurés : celui de Saint-Jacques de Mont-Alboin (fondé en 1038) et celui de Saint-Nicolas. La date de fondation de ce dernier n'est pas connue mais on en trouve mention en 1099 puis en 1179. 

### Ordre religieux
Saint-Nicolas-du-Roc est un prieuré bénédictin qui dépend de l'abbaye Saint-Jouin de Marnes du diocèse de Poitiers.

### Localisation
Situé au niveau des actuelles rue Saint-Nicolas et rue du Roc de la commune de Saint-Jacques-de-Thouars, le prieuré est représenté sur deux estampes de Louis Boudan datées de 1699 (Cf. infra),.
D'après l'historien Hugues Imbert, la petite chapelle Saint-Nicolas-du-Roc existe encore en 1871.

### Procès
Rattachée au prieuré, la paroisse Notre-Dame-du-Château (attenante au château des ducs de La Trémoille) est à l'origine d'un procès, au début du XVIe siècle, qui oppose pendant plusieurs années le prieur de l'époque, Aimond Fradet, à Gabrielle de Bourbon.

### Revenus
D'après le pouillé de 1648, le revenu du prieuré est de 1 200 livres. Il est de 200 livres en 1698.

### Période contemporaine
Le prieuré a été détruit en grande partie à une date inconnue (vraisemblablement sous la Révolution française). 
Sur le cadastre napoléonien de 1825, le site du prieuré est dénommé « Roc de Saint-Nicolas ».
De nos jours, il reste des vestiges datés du XVIIe siècle qui sont propriété privée.

## Personnalités liées
- Henri Philippe de Chauvelin, prieur en 1736[12]

## Galerie
Le prieuré est représenté sur deux œuvres de Louis Boudan :
|  |  | Plan general du chasteau jardins // terraces de THOUARS, en poictou // à sept lieües de Saumur. Auteur : Louis Boudan Date : 1699 Technique : Estampe (lavis d'encre de Chine et aquarelle) Dimensions : 33,3 x 29 cm (f.), 30 x 25,8 cm (tr. c.) Propriétaire : Collection Gaignières Commentaire : Représentation du château des ducs de La Trémoille, de l'orangerie, des écuries et du potager. On distingue le prieuré Saint-Nicolas-du-Roc sur la droite et la paroisse Notre-Dame-du-Château au premier plan. On aperçoit l'abbaye de Saint-Jean de Bonneval-lès-Thouars en arrière-plan. |

|  |  | Veüe de l'Orangerie des Terraces et Pottager // du Chasteau de Thouars // dessine du costé de l'abbaye de S.t Jean de bonneval. Auteur : Louis Boudan Date : 1699 Technique : Estampe (lavis d'encre de Chine et aquarelle) Dimensions : 33,1 x 29 cm (f.), 29,8 x 25,1 cm (tr. c.) Propriétaire : Collection Gaignières Commentaire : Représentation de l'orangerie, des terrasses et du potager du château des ducs de La Trémoille. Sur la gauche, on aperçoit le prieuré Saint-Nicolas-du-Roc. |